# GRCBES Samuca
G.R.C.B.E.S. Samuca (Grêmio Recreativo Cultural Beneficente Escola de Samba Samuca) é uma escola de samba de Rio Claro/SP. Fundada em 1974, coleciona 17 títulos e inúmeros prêmios, se tornando a maior escola de samba de Rio Claro e uma das maiores fora do eixo Rio-São Paulo.

## História
Na década de 70, nascia em Rio Claro, interior do estado de São Paulo, o Grêmio Recreativo Cultural Beneficente Escola de Samba SAMUCA. A origem da escola,  retoma animadas comemorações familiares, que com o passar do tempo e o incentivo da família, recebe o nome de Tocata, uma referência ao ato de tocar, passando assim, a alegrar os mais variados ambientes.
Pouco a pouco, novos elementos foram se juntando à essa Tocata, inclusive o jovem Hidalgo Romeiro Lopes, que pela seriedade com que encarava tais apresentações, foi carinhosamente apelidado de “Maestro”. Coube a ele denominar muito adequadamente o grupo de “SAMUCA”, que quer dizer SAmba, MUlher e CAchaça.
Surgiu dessa forma a “Samuca Tocata”, que posteriormente participariam de sucessivos blocos carnavalescos, como: “Os Vestibulandos” em 1971, ”Vai Quem Quer” em 1972, “Os Cigaratas” em 1973 e “Estamos aí”, em 1974.
Em 11 de novembro de 1974, os jovens reunidos na chácara Santa Cecília, de propriedade do saudoso Sr. Olimpio Wetten, criam a ata de fundação da “Escola de Samba Samuca”. Assim a Escola de Samba “SAMUCA”, tem sua primeira presença para o público em 1975, com o tema “Samuca no Havaí”. Suas cores, azul e branca foram escolhidas por unanimidade, e como símbolo um golfinho pelo fato de traduzir a conduta, ou seja, simpatia, inteligência, cordialidade, amizade e cooperativismo dos seus componentes.
Ao longo de todos esses anos a Samuca foi ganhando respeito e simpatia do público em geral. Uma marca registrada da escola até hoje é o seu pioneirismo, suas inovações e seus feitos, tornando-a uma referência regional e cultural do gênero.
Através da iniciativa dos samuqueiros Gabriel Secco (Bié), Paulinho Zanardi e Gusto (in memória), a Escola de Samba SAMUCA passou a ter sua sede na Rua 10 com o número 817, um salão localizado no bairro Boa Morte. A diretoria era composta pelo presidente José Arcanjo Sartori (Balú), José Rui Bianchi como vice-presidente, Israel Bíscaro (Lim) como tesoureiro e Carlos Alberto Leite (Carlão) como diretor de Carnaval.
Em 1980 a SAMUCA conquistou seu terceiro título e deu a virada em matéria de escolas de samba em Rio Claro, com inovações que agradaram ao público. Foi nesta época que o município recebeu o título de: “Rio Claro, A Capital da Alegria”.
Em 1981 iniciou-se a construção da sede própria na Avenida 9 número 1200. A inauguração ocorreu em 17 de Junho de 1983, pela escola madrinha G.R.E.S. Beija Flor de Nilópolis do Rio de Janeiro, com presenças de Joãozinho Trinta e sua maior destaque da época: Piná.
Como complemento à informação de infraestrutura, no ano de 2016, após a Prefeitura de Rio Claro ceder o direito de uso de uma área no bairro da Consolação, a "família samuqueira" (como é chamada a comunidade da agremiação) se empenhou para construir seu Barracão de Alegorias que fica localizado na Avenida 15, nr. 940.

### Samuca Hoje
Após alguns anos sem desfiles de Carnaval na cidade de Rio Claro (1998 e 1999 e de 2001 a 2004) a Escola de Samba Samuca foi uma das grandes incentivadoras da retomada do evento no ano de 2004. Comandada por Jeferson Zanotti e Ricardo Barros - filhos de fundadores da agremiação - a Samuca criou um calendário de eventos para promover a reunião da comunidade, a atração de novo público e a inovação na Avenida.                                         
Em 2006, a Samuca tornou-se a primeira agremiação a conquistar o título com nota máxima em todos os quesitos. 
Em 2007 e 2008, a escola contou com grandes nomes do carnaval, tais como: Nana Gouvêa, o intérprete Douglinhas e o carnavalesco Mauro Quintaes.
Em 2011, o carnavalesco Edgley Cunha, após passagens por escolas como  Ponte e Estácio, iniciou sua trajetória no interior de São Paulo na quadra da Samuca. Com o intérprete Douglinhas e a rainha de bateria Viviane Araújo, a Samuca conquistava mais um título. 
Em 2012, Mauro Quintaes retornou como carnavalesco da escola, Daniel Collête estreou como intérprete da azul e branco e Viviane Araújo foi novamente a rainha da bateria. A escola sagrou-se bicampeã, conquistando o seu 14º título.
Em 2013, a presidência da escola passou para Welson Camargo. Daniel Collête se manteve como intérprete da escola, e Dani Bolina estreou como rainha de bateria. Por fim, a escola acabaria por conquistar seu 15º título do carnaval.
No ano de 2014, a escola contou com a volta de Douglinhas como intérprete, e com Cacau Colucci no posto de Rainha de Bateria. Pela terceira vez em sua história recebeu nota 10 em todos os quesitos, conseguindo o inédito tetracampeonato.
Em 2015, ano no qual a Samuca celebrou 40 anos, o pentacampeonato foi o presente conquistado, com o tema enredo em homenagem à cultura cigana. 
Em resumo, entre os anos de 2006 a 2016, a Samuca participou de todos os desfiles e conquistou o total de 9 títulos. Ininterruptos entre 2006 e 2009 e entre 2011 e 2015. 
Nos anos de 2017, 2018, 2019 e 2020, sob a presidência de Leandro Bortoloti de Freitas, a Escola de Samba Samuca promoveu desfiles no bairro de sua sede, no centro de Rio Claro e em cidades vizinhas como Cordeirópolis e Santa Cruz da Conceição. Bailes, matinês e apresentações em asilos, orfanatos e hospitais também foram marcas do período no qual a cidade de Rio Claro não incluiu os desfiles das escolas de samba em sua programação de festividades carnavalescas.  

#### Inovações e Curiosidades
- Em 1976 a Samuca inovou levando, pela primeira vez no Carnaval de Rio Claro, um carro de som para acompanhar o desfile da Escola.
- Em 1977 a Samuca foi a primeira escola da cidade a apresentar uma comissão de frente em seu desfile.
- Em 1980, na Rede Globo, e em 1983, na TV Bandeirantes, a Samuca foi apresentada para todo o país pela televisão em matérias especiais.
- As comissões de frente eram tradicionalmente compostas somente por homens, mas, em 1981, a Samuca inovou apresentando uma comissão composta inteiramente por mulheres. A apresentação foi pauta para uma reportagem da TV Globo naquele ano.
- Também em 1981, a Samuca criou e inaugurou um pioneiro sistema de som sem fio, inédito no país, com caixas de som espalhadas por toda a extensão da escola na Avenida.
- Em 1997 a Samuca foi a primeira escola de Samba a apresentar uma bailarina nas pontas dos pés em sua comissão de frente: Luciana Bortoloti de Freitas.
- A sede da Samuca foi palco de grandes nomes da Música Popular Brasileira. Entre eles os grupos de samba Só Pra Contrariar, Exaltasamba, Art Popular, a cantora Leci Brandão, e cantor e apresentador Netinho. Mumuzinho e Ferrugem, em início de carreira, também apresentaram-se na quadra. Festas de casamento, celebrações de aniversários e encontros de balonistas, motociclistas e religiosos também tiveram a sede azul e branca como palco.
- Em sua história, a Samuca registra apresentações nas cidades de Águas de São Pedro, Cordeirópolis, Santa Cruz da Conceição, Paulínia e Santa Gertrudes. Nos anos de 2019 e 2020 a Azul e Branca fez parceria com a Escola Pérola Negra com desfiles no Anhembi.
- Internacionalmente, em 1979 a agremiação desfilou no Paraguai e em 1986 na Argentina.

- Em 2019, coordenada pelo Mestre Ricardinho Rubini, a Samuca apresentou a Primeira Bateria Feminina do Interior de São Paulo.

- Em 2023 fundou a Escola de Samba Mirim Samuca do Amanhã. Em 2024 a Samuca do Amanhã se tornou a primeira escola mirim paulista a desfilar na avenida.

#### Samuca Social
Ativa em sua responsabilidade social, a SAMUCA na década de 1980, foi responsável pela manutenção de leite diário às crianças da creche da Boa Morte. 
No primeiro semestre de 2020, durante a pandemia causada pelo novo coronavírus, a escola organizou um show online, chamado Live Solidária, com arrecadação de alimentos e donativos para humanos e animais. A arrecadação alcançou mais de 1 tonelada de itens e beneficiou entidades, famílias e Ongs de causa animal de Rio Claro. Assista clicando aqui.  

## Carnavais
| ANO  | ENREDO                                                                 | COLOCAÇÃO            | PRESIDENTE                     | MESTRE DE BATERIA              | PORTA-BANDEIRA   | MESTRE-SALA                |
| 1975 | Samuca no Hawaii (BLOCO)                                               | 1º (Bloco)           | Emílio Beltrati Jr. (Emilinho) | Giba                           | Ana Wichnann     | Arnaldo D'abron (Dabronzo) |
| 1976 | Exaltação ao Frevo                                                     | 1º                   | José Arcanjo Sartori (Balu)    | Giba                           | Ana Wichnann     | Arnaldo D'abron (Dabronzo) |
| 1977 | Barão de Grão Mogol e a Abolição em Rio Claro                          | 1º                   | Aniz Buchdid                   | Salvador                       | Ana Wichnann     |                            |
| 1978 |                                                                        | não desfilou         | Celso Luiz Lopes               | xxx                            | xxx              | xxx                        |
| 1979 | A Lenda do Paiquerê                                                    | 2º                   | Aniz Buchdid                   | Salvador                       | Ana Wichnann     | Dirlei Calligaris          |
| 1980 | E Assim Floriu a Árvore da Liberdade                                   | 1º                   | José Arcanjo Sartori (Balu)    | Douglas                        |                  |                            |
| 1981 | Antes que a Natureza Morra                                             | 1º                   | José Arcanjo Sartori (Balu)    | Antônio de Campos              | Teresa           |                            |
| 1982 | Capital da Alegria                                                     | 2º                   | José Arcanjo Sartori (Balu)    | Rosa Branca e Lazinho          | Teresa           | Zuza                       |
| 1983 | Faz de Conta...                                                        | boicote competição   | José Arcanjo Sartori (Balu)    | Rosa Branca e Lazinho          |                  |                            |
| 1984 | Sete Vidas Eu Tivesse, Sete Vidas Eu Daria                             | 1º                   | Cláudio Rodrigues              | Rosa Branca e Lazinho          | Maria Teresa     | Zuza                       |
| 1985 | Taí, Sou Estrela                                                       | 1º                   | José Rui Bianchi               | Betinho e Lazinho              |                  |                            |
| 1986 | Assim Cantam os Tamborins                                              | 3º                   | José Rui Bianchi               | Betinho e Lazinho              | Neusa            | Toni                       |
| 1987 | É Pra Acabar                                                           | 3º                   | José Rui Bianchi               | Betinho e Lazinho              |                  |                            |
| 1988 | Doce Ilusão                                                            | 2º                   | José Rui Bianchi               | Dada, Betinho e Lazinho        |                  |                            |
| 1989 | A Arca de Noel                                                         | 1º                   | José Rui Bianchi               | Dada e Lazinho                 |                  |                            |
| 1990 | Aquele Abraço                                                          | 1º                   | Antonio Catelane               | Dada e Lazinho                 | Marilei          | Maurício                   |
| 1991 | Manoa... Em Busca da Eternidade                                        | 2º                   | Wilson Baiano                  | Rosa e Lazinho                 | Marilei          | Zuza                       |
| 1992 |                                                                        | sem desfile          | Wilson Baiano                  | xxx                            | xxx              | xxx                        |
| 1993 | Que Bicho Que Deu?                                                     | 4º                   | Wilson Baiano                  | Rosa e Lazinho                 | Marilei          | Marcio                     |
| 1994 | O Fantástico Mundo da Imaginação                                       | 2º                   | José Américo Valdanha          | Rosa e Lazinho                 | Marilei          | Marrom                     |
| 1995 | Rita Lee é Daqui                                                       | 2º                   | José Américo Valdanha          | Rosa, Rica e Lazinho           | Marilei          | Marrom                     |
| 1996 | Uma Jovem Secular, e Assim Caminha a Sociedade                         | 3º                   | José Rui Bianchi               | Rosa, Rica e Lazinho           | Marilei          | Marrom                     |
| 1997 | Sou Rei na Realeza do Real                                             | 3º                   | José Rui Bianchi               | Rosa, Rica e Lazinho           | Marilei          | André Godoy                |
| 1998 |                                                                        | sem desfile          | Maria José Varuzza             | xxx                            | xxx              | xxx                        |
| 1999 |                                                                        | sem desfile          | Maria José Varuzza             | xxx                            | xxx              | xxx                        |
| 2000 | Era Uma Vez... a Festa do Interior!                                    | 2º                   | Enésio Ferreira                | Rosa Branca e Vitti            | Marilei          |                            |
| 2001 |                                                                        | sem desfile          |                                |                                | xxx              | xxx                        |
| 2002 |                                                                        | sem desfile          |                                |                                | xxx              | xxx                        |
| 2003 |                                                                        | sem desfile          | Paulo Pagni                    | xxx                            | xxx              | xxx                        |
| 2004 |                                                                        | sem competição       | Paulo Pagni                    | Rosa Branca                    | Silvana Oliveira | Marcio Chupeta             |
| 2005 | Sou Samuca, Samuqueiro, Vivo o Samba o Ano Inteiro! 30 Anos de Glória! | sem competição       | Jeferson Zanotti               | Rosa, Ricardo Barros e Betinho | Marilei          | Marcio Chupeta             |
| 2006 | O Reino Encantado de Daniel                                            | 1º                   | Jeferson Zanotti               | Ricardo Barros                 | Maria do Carmo   | Dico                       |
| 2007 | Do Pó da Terra Fui Criado e com o Barro Criarei                        | 1º                   | Jeferson Zanotti               | Ricardo Barros                 | Maria do Carmo   | Dico                       |
| 2008 | Num Mundo de Fantasias Sou Samuca e Vou Brincar...                     | 1º                   | Jeferson Zanotti               | Ricardo Barros                 | Deborah Lunardi  | Gustavo Lunardi            |
| 2009 | Majestosamente... Um Reinado Samuqueiro!                               | 1º                   | Jeferson Zanotti               | Ricardo Barros                 | Deborah Lunardi  | Gustavo Lunardi            |
| 2010 | Pelos Mares, na Folia... Meu Golfinho é só Alegria!                    | 4º                   | Jeferson Zanotti               | Ricardo Barros                 | Deborah Lunardi  | Gustavo Lunardi            |
| 2011 | Não me leve a mal... Hoje é Carnaval!                                  | 1º                   | Jeferson Zanotti               | Ricardo Barros                 | Deborah Lunardi  | Gustavo Lunardi            |
| 2012 | Um Show de Mistérios                                                   | 1º                   | Jeferson Zanotti               | Ricardo Barros                 | Deborah Lunardi  | Gustavo Lunardi            |
| 2013 | Acredite se Quiser, Dois Mil e 13 e as Superstições Samuqueiras!       | 1º                   | Welson Camargo                 | Ricardo Barros                 | Deborah Lunardi  | Gustavo Lunardi            |
| 2014 | Samuca em Cena... Sucessos do Cinema!                                  | 1º                   | Welson Camargo                 | Ricardo Barros                 | Deborah Lunardi  | Gustavo Lunardi            |
| 2015 | No Encanto e na Magia, Samuca 40 anos de Alegria!                      | 1º                   | Welson Camargo                 | Ricardo Rubini                 | Deborah Lunardi  | Gustavo Lunardi            |
| 2016 | Com as Máscaras da Vida, Tudo Acaba em Carnaval!                       | 4º                   | Welson Camargo                 | Ricardo Rubini                 | Deborah Lunardi  | Gustavo Lunardi            |
| 2017 | Samuca e um Carnavá Malemá Caipira!                                    | Não houve competição | Leandro Freitas                | Ricardo Rubini                 | Deborah Lunardi  | Gustavo Lunardi            |
| 2018 | Samuca, Não Deixa o Samba Morrer!                                      | Não houve competição | Leandro Freitas                | Ricardo Rubini                 | Deborah Lunardi  | Gustavo Lunardi            |
| 2019 | Show de Carnaval em frente à Sede                                      | Não houve competição | Leandro Freitas                | Ricardo Rubini                 | Deborah Lunardi  | Gustavo Lunardi            |
| 2020 | Homenagem ao pavilhão na Praça Central                                 | Não houve competição | Leandro Freitas                | Ricardo Rubini                 | Deborah Lunardi  | Gustavo Lunardi            |
| 2023 | No pavilhão do meu coração, "Azul e Branco" é pura emoção              | 2°                   | Gustavo Lunardi                | Ricardo Rubini                 | Deborah Lunardi  | Gustavo Lunardi            |
| 2024 | Do Semba ao Samba - Raízes do Carnaval Paulista                        | 3º                   | Gustavo Lunardi                | Ricardo Rubini                 | Deborah Lunardi  | Gustavo Lunardi            |
| 2025 | Um Caminho de Luz, Um Mergulho na História!                            |                      | Celso Rosalen                  | Ricardo Rubini                 | Deborah Lunardi  | Gustavo Lunardi            |

## Segmentos

#### Rainhas de Bateria
| Período     | Rainha            | Madrinha      | Ref.        |
| ----------- | ----------------- | ------------- | ----------- |
| 2008 - 2009 | Nana Gouvêa       |               | [ 2 ] [ 3 ] |
| 2010        | Ana Flávia Simões |               |             |
| 2011 - 2012 | Viviane Araújo    |               |             |
| 2013        | Dani Bolina       |               |             |
| 2014        | Cintia Melo       | Cacau Colucci | [ 4 ]       |
| 2015 - 2025 | Carla Siqueira    | Cintia Mello  |             |

#### Carnavalescos e Intérpretes
| Ano  | Local Apresentação                  | Enredo                                                                  | Carnavalesco                                                                               | Intérprete                      |     |
| 1994 | Especial                            | O Fantástico Mundo da Imaginação                                        | Mauro Quintaes                                                                             |                                 |     |
| 1995 | Especial                            | Rita Lee é Daqui                                                        | Mauro Quintaes                                                                             |                                 |     |
| 1997 | Especial                            | Sou Rei na Realeza do Real                                              | Mauro Quintaes                                                                             |                                 |     |
| 2005 | Especial                            | Sou Samuca... Samuqueiro, Vivo o Samba o Ano Inteiro! 30 Anos de Glória | Mauro Quintaes                                                                             |                                 |     |
| 2006 | Especial                            | O Reino Encantado de Daniel                                             | Mauro Quintaes                                                                             |                                 |     |
| 2007 | Especial                            | Do Pó da Terra Fui Criado e com o Barro Criarei                         | Mauro Quintaes                                                                             |                                 |     |
| 2008 | Especial                            | Num Mundo de Fantasias Sou Samuca e Vou Brincar...                      | Mauro Quintaes                                                                             |                                 |     |
| 2009 | Especial                            | Majestosamente... Um Reinado Samuqueiro!                                | Mauro Quintaes                                                                             |                                 |     |
| 2010 | Especial                            | Pelos Mares, na Folia... Meu Golfinho é só Alegria!                     | Mauro Quintaes                                                                             | Douglinhas                      |     |
| 2011 | Especial                            | Não me leve a mal... Hoje é Carnaval!                                   | Edgley Cunha                                                                               | Douglinhas                      | [1] |
| 2012 | Especial                            | Um Show de Mistérios                                                    | Mauro Quintaes                                                                             | Daniel Collête                  |     |
| 2013 | Especial                            | Acredite se Quiser, Dois Mil e 13 e as Superstições Samuqueiras!        | Edgley Cunha André Machado                                                                 | Daniel Collête                  | [2] |
| 2014 | Especial                            | Samuca em Cena... Sucessos do Cinema!                                   | Edgley Cunha e Comissão:José Rui Bianchi, Richard da Silva, Celso Rosalen e Welson Camargo | Douglinhas                      | [3] |
| 2015 | Especial                            | No Encanto e na Magia, Samuca 40 anos de Alegria!                       | Edgley Cunha                                                                               | Daniel Collête                  | [4] |
| 2016 | Especial                            | Com as Máscaras da Vida, Tudo Acaba em Carnaval!                        | Edgley Cunha                                                                               | Daniel Collête                  |     |
| 2017 | Apresentação no Bairro Boa Morte    | Samuca e um Carnavá Malemá Caipira!                                     | Comunidade                                                                                 | Douglinhas                      |     |
| 2018 | Apresentação no Bairro Boa Morte    | E se depender de Nós, Não Acabará Jamais!                               | Comunidade                                                                                 | Hudson Marcelo                  |     |
| 2019 | Apresentação no Bairro Boa Morte    | Show de Carnaval                                                        | Comunidade                                                                                 | Hudson Marcelo                  |     |
| 2020 | Apresentação no Centro de Rio Claro | Compilado Anos Especiais                                                | Comunidade                                                                                 | Hudson Marcelo e Daniel Collête |     |
| 2023 | Sambódromo Av. Brasil               | No pavilhão do Meu Coração, "Azul e Branco" é Pura Emoção!              | Roddy e Edgley Cunha                                                                       | Hudson e Daniel Collete         |     |
| 2024 | Sambódromo Av. Brasil               | Do Semba ao Samba - Raízes do Carnaval Paulista                         | Edgley Cunha                                                                               | Hudson e Daniel Collete         |     |
| 2025 | Sambódromo Av. Brasil               | Um Caminho de Luz, Um Mergulho na História!                             | Comissão de Carnaval                                                                       | Hudson e Carlos Junior          |     |